# 暗号関係の書籍の一覧
暗号関係の書籍（あんごうかんけいのしょせき）は、長い間、散発的な記述が公開されることはあっても、体系的な書籍が出版されることはあまりなかった。20世紀の後半にアルゴリズム公開の暗号方式が主流になり、ようやく一般公開された文献が増加した。

## 歴史
(stub)

## 一覧
一覧は、次のように構成されている。
- 古典 : 主に出版年を世紀単位で区分
  - 世紀 9,13,..20

- 現代 : 内容で分類
  - 暗号
    - 専門 和/和訳/洋
    - 概説 和/和訳/洋
    - 参考

  - 暗号周辺
    - 歴史 自叙伝
    - 業界
    - セキュリティ関係

- 暗号小説（フィクション）
  - 和書洋書/選集

### 古典（or Historic work）

#### 9世紀

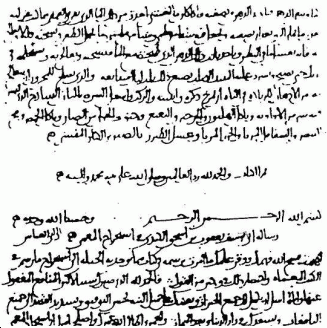
キンディーによる暗号文書の解読についての手記の第一ページ

- Abu Yusuf Yaqub ibn Ishaq al-Sabbah Al-Kindi（キンディー、801 - 873）、『On Deciphering Cryptographic Messages』、9世紀、手書、（暗号文書の解読について、頻度分析による暗号解読についての最古の記述）

#### 13世紀
- Roger Bacon（ロジャー・ベーコン、1214 - 1294）、『Epistle on the secret Works of Art and Nobility of Magic』、13世紀 （いくつかの秘密の書記法について解説）

#### 14世紀
- Gabriel de Lavinde（ガブリエル・ド・ラビンデ、）、1379年 （現存する最古の暗号に関する資料、換字表と使用例の記録）

#### 15世紀
- Leone Battista Alberti（レオン・バッティスタ・アルベルティ、1404 - 1472）、『Trattati in cifra』、1466年 （暗号円盤、初の polyalphabetic cipher を発明、頻度分析も解説）

#### 16世紀

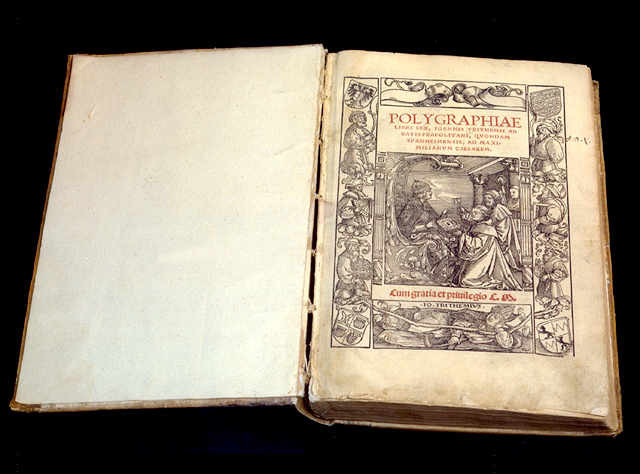
トリテミウスによる暗号学の本

- Johannes Trithemius（ヨハネス・トリテミウス、1462 - 1516）、『POLYGRAPHIE - libri sex』、1518年（初版）、1550年（第2版） （初めて印刷された暗号学の本。多表式暗号（polyalphabetic cipher）を再発明している。1606年には『Steganographia』も出版されている。）
- Girolamo Cardano（ジェロニモ・カルダーノ、1501 - 1576）、『De subtilitate libri XXI』、1550年 （グリル暗号、自動鍵(自己鍵)式の暗号を提案、その続編『De rerum varietate libri XVII』1556年）
- Giovanni Battista Della Porta（ジョバンニ・バッティスタ・デラ・ポルタ、1535 - 1615）、『De Furtivis Literarum Notis』、1563年 （秘密の書記法、4冊からなり当時の暗号に関する知識を網羅、綴字換字暗号（polygraphic cipher）の考案、多表式暗号(polyalphabetic cipher)の改良、換字式暗号と転置式暗号の分類を記している）
- Blaise de Vigenere（ブレーズ・ド・ヴィジュネル、1523 - 1596）、『Traicte des Chiffres』、1586年 （暗号概論、多表式暗号(polyalphabetic cipher)の改良し、ヴィジュネル暗号として知られる。自動鍵(自己鍵)式の暗号も考案している）

#### 17世紀
- Francis Bacon（フランシス・ベーコン、1561 - 1626）、『Tha Advancement of Learning』、1605年 （ベーコンの2記号暗号を考案）
- Gustavus Selenus（セレヌス、? - ?）、『Cryptomenytices et Cryptographie』、1624年 （クリプトメネティクス）
- Gaspar Schott,S.J.（ガスパール・ショット、1608 - 1666）、『Schola Steganographica』、1665年 （暗号学）
- John Falconer（ジョン・ファルコナー、1685 - 1692）、『Cryptomenysis Patefacta; or, The Art of Secret Information Disclosed without a Key』、1685年 （）

#### 18世紀
- John Davys（、1678 - 1724）、『An Essay on the Art of Decyphering』、1737年
- Philip Thicknesse（、1719-1792）、『A Treatise on the Art of Decyphering, and of Writing in Cypher』、1772年

#### 19世紀
- William Blair（ブレア、）、「Cipher」、1802年 （Abraham Rees編『The Cyclopaedia』に収録。英文字の出現頻度を解説。ポーが参照した資料とされる）
- Edga Allan Poe（エドガー・アラン・ポー、1809 - 1849）、「Cryptography」、1841年 （暗号論、転字・換字等の古典暗号とその解読の容易さを解説（読者からの挑戦を解読）、ISBN 4-488-52204-1 に収録されている）
- Friedrich Kasiski（フリードリヒ・W・カシスキ、1805 - 1881）、『Die Geheimschriften und die Dechiffrierkunst』、1863年 （暗号と暗号解読、95ページの冊子、カシスキテストと呼ばれるヴィジュネル暗号の解読法を最初に公開）
- Auguste Kerckhoffs von Niuewenhof（アウグスト・ケルクホフス・フォン・ニーウェンホフ、1835 - 1903）、「La Cryptographie Militaire」、le Journal des Sciences Militaires、1883年 (軍用暗号、いわゆるケルクホフスの原理を記述)
- Edward F.Hulme（）、『Cryptography or The Principles and Practice of Cypher-Writing』、1898年
- Etienne Bazeries（エチエネ・バゼリー、1846 - 1931）、『Le Masque de fer, révélation de la correspondance chiffrée de Louis XIV』、1893年 （ルイ14世の大暗号を解読。暗号文中に鉄仮面の言及ありとして話題になった。）

#### 20世紀
- Etienne Bazeries（エチエネ・バゼリー、1846 - 1931）、『Les Chiffres secrets dévoilés』、1901年、（暴かれた秘密の暗号）
- Paker Hitt (パーカー・ヒット)、『Manual for the solution of military ciphers』、1916年
- Luigi Sacco（1883 - 1970）、『Manuale di Crittografia』、1925年 （原書はイタリア語、仏訳、英訳がある、参考it:Lugi Sacco）
- William F. Friedman (ウィリアム・Ｆ・フリードマン)、『The Index of Coincidence and Its Applications in Cryptography』、RIVERBANK LABORATORIES、1922年
- 江戸川乱歩（1894 - 1965）、「暗号記法の分類」、1925年 （エッセイ）
- Herbert O. Yardley（ハーバート・O・ヤードレー、1889 - 1958）、『The American Black Chamber』、1931年、ISBN 0-345-29867-5、ISBN 1-591-14989-4、ISBN 0-848-81230-1 （アメリカによる日本の外交暗号の解読状況を暴露）
- ハーバート・O・ヤードリ著（1889 - 1958）、大阪毎日新聞社訳、『ブラック・チエンバ - 米国はいかにして外交秘電を盗んだか？』、大阪毎日新聞社、1931年
- Joseph S. Galland、『An Historical and Analytical Bibliography of the Literature of Cryptology』、Northwestern University Press、1945年

### 現代

#### 暗号

##### 専門（和）
- 松井甲子雄、『コンピュータのための 暗号組立法入門』、森北出版、1986年2月、ISBN 4-627-83310-5、ISBN 4-627-83319-9
- 池野信一、小山謙二 共著、『現代暗号理論』、電子情報通信学会、1986年9月1日、ISBN 4-88552-064-9
- 加藤正隆、『基礎 暗号学I - 情報セキュリティのために』、Information&Computing ex.-3、サイエンス社、1989年9月25日、ISBN 4-7819-0562-5
- 加藤正隆、『基礎 暗号学II - 情報セキュリティのために』、Information&Computing ex.4、サイエンス社、1989年11月25日、ISBN 4-7819-0563-3
- 松井甲子雄、『コンピュータによる 暗号解読法入門』、森北出版、1990年2月24日、ISBN 4-627-83350-4、ISBN 4-627-83359-8
- 辻井重男、笠原正雄 編著、『暗号と情報セキュリティ』、昭晃堂、1990年3月29日、ISBN 4-7856-3075-2
- 岡本龍明、太田和夫 共編、情報処理学会 監修、『暗号・ゼロ知識証明・数論』、共立出版、1995年6月1日、ISBN 4-320-02740-X （情報処理学会の解説記事を加筆修正したもの）
- 情報理論とその応用学会 編、『暗号と認証 - 情報理論とその応用シリーズ4』、培風館、1996年12月12日、ISBN 4-563-01454-0
- 岡本龍明、山本博資、『現代暗号』、シリーズ・情報科学の数学、産業図書、1997年、ISBN 4-782-85353-X
- 岡本栄司、『暗号理論入門 - 第2版』、共立出版、2002年4月10日、ISBN 4-320-12044-2
- 辻井重男、岡本栄司 共編、『暗号のすべて - ユビキタス社会の暗号技術』、ねっとテクノロジー解体新書シリーズ1、電波新聞社、2002年9月20日、ISBN 4-88554-718-0 （タイトルや装丁とは違い、中身はかたい）
- 原啓介、『暗号理論とセキュリティ』、暗号と情報セキュリティ・シリーズ、科学技術出版、2003年3月23日、ISBN 4-87653-380-6
- 夕日、『ラピス暗号のなぞ』、メタブレーン、2007年10月30日、ISBN 4-90295-070-7
- 辻井重男、笠原正雄、有田正剛、境隆一、只木孝太郎：「暗号理論と楕円曲線」、森北出版、2008年8月1日、ISBN 978-4-62784751-4。
- 青野良範、安田雅哉 共著、『格子暗号解読のための数学的基礎』、近代科学社、2019年9月24日、ISBN 978-4-76490598-6。
- 縫田光司、『耐量子計算機暗号』、森北出版、2020年8月6日、ISBN 978-4-62787211-0。
- 國廣昇（編）、『暗号の理論と技術：量子時代のセキュリティ理解のために』、講談社サイエンティフィク、2024年5月22日、ISBN 978-4-06-535635-7。
- 神永正博、吉川英機　共著、『Pythonで学ぶ暗号理論』、コロナ社、2024年9月27日、ISBN 978-4-33902946-8。
- 高木剛、『現代暗号理論』、岩波書店（岩波数学叢書）、2024年10月19日、ISBN 978-4-00029938-1。

##### 専門（和訳）
- D・E・R・デニング著、上園・小嶋・奥島訳、『暗号とデータセキュリティ』、培風館、1988年6月30日、ISBN 4-563-00792-7。
- アルト・サロマー著、足立暁生訳、『公開鍵暗号系』、東京電機大学出版局、1992年7月30日、ISBN 4-501-51840-5。
- ダグラス・スティンソン著、櫻井幸一監訳、『暗号理論の基礎』、共立出版、1996年11月1日、ISBN 4-320-02820-1。
- ニール・コブリッツ著、櫻井幸一訳、『数論アルゴリズムと楕円暗号理論入門』、シュプリンガーフェララーク東京、1997年8月19日、ISBN 4-431-70727-1。
- ニール・コブリッツ著、林彬訳、『暗号の代数理論』、シュプリンガーフェララーク東京、1999年10月11日、ISBN 4-431-70847-2
  - N.コブリッツ (著)、櫻井幸一 (訳)：「数論アルゴリズムと楕円暗号理論入門」、丸善出版、1997年8月1日、ISBN 978-4-62106572-3。
- ヨハネス・ブーフマン著、林芳樹訳、『暗号理論入門 -- 暗号アルゴリズム、署名と認証、その数学的基礎』、シュプリンガーフェララーク東京、2001年7月3日、ISBN 4-431-70866-9。
  - J・A・ブーフマン(著)、林芳樹（訳）：『暗号理論入門：原書第3版』、丸善出版、2012年4月20日、ISBN 978-4-62106186-2。
- O・ゴールドライヒ著、岡本龍明、藤崎英一郎訳、『現代暗号・確率的証明・擬似乱数』、シュプリンガーフェララーク東京、2001年12月14日、ISBN 4-431-70864-2。
- イアン・F・ブラケ、ガディエル・セロッシ、ナイジェル・P・スマート著、鈴木治郎訳、『楕円曲線暗号』、ピアソン・エディケーション、2001年12月20日、ISBN 4-89471-431-0。
- ブルース・シュナイアー著、山形浩生監訳、『暗号技術大全』、ソフトバンク、2003年6月6日、ISBN 4-7973-1911-9。
- H・デルフス、H・クネーブル著、林芳樹訳、『暗号と確率的アルゴリズム入門』、シュプリンガーフェララーク東京、2003年12月22日、ISBN 4-431-71025-6。
- J・A・ブーフマン著、林芳樹訳、『暗号理論入門 原書第3版 -- 暗号アルゴリズム、署名と認証、その数学的基礎』、シュプリンガージャパン、2007年5月28日、ISBN 978-4-431-71311-1。（私有鍵方式）
- D・ミッチアンチオ(著), S.ゴールドヴァッサー(著)、 林彬 (訳)：『暗号理論のための格子の数学』、丸善出版、2012年7月17日、ISBN 978-4-62106407-8。# シュプリンガー・ジャパンからの出版の再版。
- S・C・コウチューニョ(著)、林彬(訳)、『暗号の数学的基礎』、丸善出版、2012年8月25日、ISBN 978-4-62106286-9。
- Lindsay N. Childs(著)、三嶋美和子 (訳), 宮本暢子 (訳), 篠原聡 (訳)、『暗号と誤り訂正：代数学的基礎とその応用』、丸善出版、2023年11月1日、ISBN 978-4-62130839-4。

##### 専門（洋）
- Eli Biham、Adi Shamir、『Differential Cryptanalysis of the Data Encryption Standard』、Springer-Verlag、1993年4月1日、ISBN 0-387-97930-1、ISBN 3-540-97930-1
- Shafi Goldwasser、Mihir Bellare、『Lecture Notes on Cryptography』、1996-2001年、ISBN （Available at http://www.cs.ucsd.edu/users/mihir/papers/gb.html ）
- Ian Blake、Gadiel Seroussi、Nigel Smart、『Elliptic Curves in Cryptography』、London Mathematical Society Lecture Note Series 265、Cambridge University Press、1999年、ISBN 0-521-65374-6
- Alfred J. Menezes、Paul C. van Oorschot、Scott A. Vanstone、『Handbook of Applied Cryptography』、CRC、1996年10月16日、ISBN 0-8493-8523-7 （参考: http://www.cacr.math.uwaterloo.ca/hac/ ）
- Oded Goldreich、『The Foundations of Cryptography - Volume 1, Basic Tools』、Cambridge University Press、2001年6月、ISBN 0-521-79172-3 （参考: http://www.wisdom.weizmann.ac.il/~oded/foc-vol1.html ）
- Douglas Stinson、『Cryptography - Theory and Practice, Second Edition』、Cchapman&Hall/CRC、2002年2月27日、ISBN 1-584-88206-9
- Oded Goldreich、『The Foundations of Cryptography - Volume 2, Basic Applications』、Cambridge University Press、2004年5月、ISBN 0-521-83084-2 （参考: http://www.wisdom.weizmann.ac.il/~oded/foc-vol2.html ）
- Oded Goldreich:”Providing Sound Foundations for Cryptography: On the Work of Shafi Goldwasser and Silvio Micali”、ACM Book、ISBN:978-1-4503-7266-4、DOI:10.1145/3335741（2019）。

##### 概説（和）
- 長田順行、『暗号の秘密』、菁柿堂、1974年7月18日、ISBN 4-7952-7901-2 （1982年に再版された）
- 一松信、『暗号の数理 - 作り方と解読の原理』、ブルーバックスB421、講談社、1980年3月20日、ISBN 4-06-118021-5 （1977年のRSA暗号の発表をうけ、公開鍵暗号について多く記述されている。前半は、暗号の歴史や種類を紹介）
- 数理科学社編、『別冊 数理科学 暗号』、サイエンス社、1982年5月15日 （1968年11月と1975年12月の暗号に関する特集記事を中心に編集したもの。DESについては米国で1977年から使用されていることが触れられているだけである）
- 長田順行、『暗号』、現代教養文庫1134、社会思想社、1985年2月28日、ISBN 4-390-11134-5
- 今井秀樹、『暗号のおはなし - 情報セキュリティの新しい鍵』、おはなし科学・技術シリーズ、日本規格協会、1993年3月1日、ISBN 4-542-90159-9
- 太田和夫、黒澤馨、渡辺治、『情報セキュリティの科学 - マジック・プロトコルへの招待』、ブルーバックスB1055、講談社、1995年2月20日、ISBN 4-06-257055-6 （鍵交換、デジタル署名やコイン投げ、ゼロ知識証明、マルチパーティ・プロトコル等、Cipher以外の暗号技術を中心に紹介）
- 辻井重男、『暗号 - ポストモダンの情報セキュリティ』、講談社選書メチエ73、講談社、1996年4月10日、ISBN 4-06-258073-X
- 岡本龍明、『図解 暗号と情報セキュリティ』、日経BP、1998年7月25日、ISBN 4-8222-9093-X （日経エレクトロニクスの連載を元に加筆修正したもの）
- 吹田智章、『暗号のすべてがわかる本 - デジタル時代の暗号革命』、技術評論社、1998年7月25日、ISBN 4-7741-0616-X
- 辻井重男、『暗号と情報社会』、文春新書078、文藝春秋、1999年12月20日、ISBN 4-1666-0078-8
- 谷口功、『よくわかる暗号化技術』、入門ビジュアルテクノロジー、日本実業出版社、2000年9月30日、ISBN 4-534-03137-8
- 高田豊、『わかりやすい暗号学 - セキュリティを護るために』、米田出版、2000年11月10日、ISBN 4-946553-08-8
- 今井秀樹、『暗号のおはなし - 情報セキュリティの基盤、改定版』、おはなし科学・技術シリーズ、日本規格協会、2003年5月1日、ISBN 4-542-90267-6
- 伊藤正史、『図解雑学 暗号理論』、ナツメ社、2003年3月24日、ISBN 4-8163-3465-3
- 結城浩、『暗号技術入門 - 秘密の国のアリス』、ソフトバンク、2003年9月27日、ISBN 4-7973-2297-7 （真の乱数を定義している本）
- 太田和夫、國廣昇、『ほんとうに安全？現代の暗号』、岩波科学ライブラリー102、岩波書店、2005年5月12日、ISBN 4-00-007442-3 （著者が直接聞いたエピソードの紹介あり）
- 一松信、『暗号の数理（改定新版） - 作り方と解読の原理』、ブルーバックスB1490、講談社、2005年9月20日、ISBN 4-06-257490-X （25年を経て改定。量子暗号（BB-84の方）の章が追加されている）
- 露浩二、『Excelで学ぶ暗号技術入門』、オーム社、2006年6月23日、ISBN 4-274-06650-9
- 吉田一彦、友清理士、『暗号事典』、研究社、2006年12月22日、ISBN 4-7674-9100-2 （約1300項の暗号に関する古今の解説）
- 三谷政昭、佐藤伸一、『マンガでわかる 暗号』、オーム社、2007年4月25日、ISBN 978-4-274-06674-0 （シーザー暗号からDES、RSAなどを紹介）
- 熊谷直樹、『暗号の科学』、すばる舎、2007年5月24日、ISBN 978-4-88399-636-0
- 日向俊二、『暗号 - この不可思議で魅惑的な世界』、カットシステム、2007年10月10日、ISBN 978-4-87783-035-9 （参考文献にWikipediaが入っている）
- 石井茂、『量子暗号 - 絶対に盗聴されない暗号をつくる』、日経BP社、2007年10月29日、ISBN 978-4-8222-8275-2 （Y00についても言及）

##### 概説（和訳）
- レミ・セイリエ(Remi Ceillier)著、田中敬次郎、近藤等 共訳、『暗號』、白水社クセジュ文庫112、白水社、1953年 （La cryptographieの和訳、128p、30年以上前から書店にない）
- フレッド・パイパー、ショーン・マーフィ著、大田和夫、國廣昇訳、『暗号理論』、岩波書店、2004年3月23日、ISBN 4-00-026871-6 （原書は ISBN 0-19-280315-8 ）

##### 概説（洋）
- Fred Piper、Sean Murphy、『Cryptography - A Very Short Introduction』、Oxford University Press、2002年7月15日、ISBN 0-19-280315-8 （この本は暗号分野の主な目的、用法、手法や開発の概要を解説している）

##### 参考
- 藤原良、神保雅一、『符号と暗号の数理』、情報数学講座第11巻、共立出版、1993年10月25日、ISBN 4-320-02661-6 （最後の2章で暗号も扱う）
- 松井甲子雄、『絵に秘める暗号の科学』、新コロナシリーズ24、コロナ社、1994年6月20日、ISBN 4-339-07674-0 （いわゆるステガノグラフィを扱う）
- 澤田秀樹、『暗号理論と代数学』、海文堂、1997年1月25日、ISBN 4-303-72330-4 （1～3章までが整数論・群論で、最後の4章で暗号にも触れている）
- 田中初一、『マルチメディアセキュリティ』、マルチメディア解説シリーズ第2巻、昭晃堂、1998年10月12日、ISBN 4-7856-2190-7
- 澤田秀樹、『暗号と代数プログラミング』、海文堂、2000年4月5日、ISBN 4-303-72370-3 （1章で暗号の解説、残りでGAPの解説）
- S・C・コウチーニョ著、林彬訳、『暗号の数学的基礎 - 数論とRSA暗号入門』、シュプリンガーフェララーク東京、2001年12月15日、ISBN 4-431-70944-4 （暗号で使用される数学を扱っている。素数、法演算、群など。最後にRSA暗号も解説）
- 『暗号 - 攻略ガイドブック』、I/O別冊、2003年11月25日、ISBN 4-7775-0004-7
- イオタゼミ著、神保雅一監修、『暗号がわかる本』、なるほどナットク！シリーズ、オーム社、2004年9月25日、ISBN 4-274-07975-9
- 今井秀樹著、電子情報通信学会編、『情報・符号・暗号の理論』、電子情報通信レクチャーシリーズC-1、コロナ社、2004年10月5日、ISBN 4-339-01835-X
- 神永正博、渡邊高志、『情報セキュリティの理論と技術 - 暗号理論からICカードの耐タンパー技術まで』、森北出版、2005年10月15日、ISBN 4-627-82951-5 （4章5章にて共通鍵暗号と公開鍵暗号を解説、6章にてアタック技術としてサイドチャネル攻撃などの解説がある）
- D・ミッチアンチオ、S・ゴールドヴァッサー著、林彬訳、『暗号理論のための格子の数学』、シュプリンガージャパン、2006年11月14日、ISBN 4-431-71227-5 （LLLアルゴリズム最短ベクトル問題の解説、第8章で、Ajtai-Dwrok暗号などの暗号用関数を説明）

#### 暗号周辺

##### 和
- 横井俊幸、『日本の機密室』、鹿鳴社、1951年
- 桧山良昭、『暗号を盗んだ男たち - 人物・日本陸軍暗号史』、光人社NF文庫、1994年1月17日、光人社、ISBN 4-7698-2035-6　（専門家から見ると誤りが多く、引用には注意が必要である）
- 吉田一彦、『暗号戦争』、小学館、1998年8月20日、ISBN 4-09-387261-9 （文庫化されている）
- 吉田一彦、『暗号解読戦争』、ビジネス社、2001年4月20日、ISBN 4-8284-0919-X
- 吉田一彦、『暗号戦争』、日経ビジネス文庫よ1-1、日本経済新聞社、2002年1月7日、ISBN 4532191076 （写真の増減、現代の章などに加筆・編集あり）
- 高川敏雄、『暗号解読入門 - 歴史と人物からその謎を読み解く』、PHP研究所、2003年1月8日、ISBN 4-569-62550-9
- 広田厚司、『エニグマ暗号戦』、光人社NF文庫、2004年2月13日、光人社、ISBN 4-7698-2409-2
- 木村洋、『戦中日本暗号解読史における数学者の貢献』、津田塾大学数学・計算機科学研究所報26、2004年。（陸軍暗号史と中央特種情報部に於ける高木貞治や小平邦彦らの暗号解読に対する協力について精緻に纏めている）
- 木村洋、『第二次世界大戦と高木貞治』、津田塾大学数学・計算機科学研究所報28、2006年。（高木貞治が参謀本部からの依頼を受けて暗号研究に関与した件について詳細に論じた）
- 福富節男、『暗号数理学者 釜賀一夫のこと』、津田塾大学数学・計算機科学研究所報28、2006年。 （陸軍中央特種情報部で釜賀一夫少佐の部下だった数学者の体験談として貴重である）
- 宮杉浩泰、『第二次大戦期日本の暗号解読における欧州各国との提携』、Intelligence　9号、2007年、ISBN 978-4-87738-328-2
- 木村洋、『日本・ポーランド暗号協力に関する一考察』、Intelligence　9号、2007年、ISBN 978-4-87738-328-2　（ヤン・コワレフスキー以降終戦までの日波暗号協力について論じる。ポーランド参謀本部が、日本にエニグマ暗号解読や、暗号学に高等数学が必要なことを意図的に伝えなかったことを検証している）
- 森山優、『戦時期日本の暗号解読とアメリカの対応――暗号運用の観点から』、Intelligence　9号、2007年、ISBN 978-4-87738-328-2

##### 和訳
- デイヴィッド・カーン著、秦 郁彦、關野英夫訳、『暗号戦争 - - 日本暗号はいかに解読されたか』、早川書房、1968年（抄訳、2000年にハヤカワNF文庫17）（（真珠湾の暗号解読についての説明が詳しい。当時の公式公開情報による。NSAについて初めて詳しく記述された。クリプト社についての記述などは原稿段階で削除された。その他いろいろな話がカットされている。）
- ブレース・ノーマン著、寺井義守訳：「暗号戦　敵の最高機密を解読せよ」（原著題：Secret warfare）､サンケイ新聞社出版局 (1975年)。
- F・W・ウィンターボーザム（Frederick William Winterbotham）著、平井イサク訳、『ウルトラ・シークレット』、早川書房、1976年3月15日、（1978年にNF文庫）（著者は陸軍大佐。半公式戦史。戦争後長い時間がたち、公式な内部討議の後に公表された。）
- ロナルド・ウィリアム・クラーク（1916-1987）、新庄哲夫訳、『暗号の天才』、新潮選書、新潮社、1981年1月、ISBN 4-10-600215-9 （272ページ、フリードマンの伝記。クラークは陸軍情報将校）
- ジェームズ・バムフォード、『パズル・パレス - 超スパイ機関NSAの全貌』、早川書房、1986年9月、ISBN 4152033177 （415ページ）
- ジェイムズ・ラズブリッジャー、エリック・ネイヴ著、『真珠湾の裏切り - チャーチルはいかにしてルーズヴェルトを第二次世界大戦に誘い込んだか』、文藝春秋、1991年11月、ISBN 4-16-345830-1 （307ページ）（オーストラリア軍から英軍に貸し出された日本軍暗号専門家。英軍極東解読機関とオランダのカーメル14が、真珠湾に先だって必要な情報を入手していた。）
- ヘンリー・C.クラウゼン、ブルース・リー共著、鈴木主税訳、『真珠湾最後の真実』、飛鳥新社、1992年12月、ISBN 4870311275 （453ページ）（陸軍長官特命調査官（弁護士）による真珠湾奇襲の単独調査の回想録。登場人物多数。システムの欠陥と一人の陸軍大佐の失敗に焦点を当てている。）
- ハーバート・O・ヤードレー（Herbert O. Yardley、1889 - 1958）、近現代史編纂会 編、『ブラック・チェンバー --- 米国はいかにして外交暗号を盗んだか』、荒地出版社、1999年1月30日、ISBN 4-752-10107-6（暗号解読責任者による回顧録。第1次世界大戦の話。この本により日本は暗号解読されたことを知り、太平洋戦争に備えた（つもりになった）。）
- ルドルフ・キッペンハーン著、赤根洋子訳、『暗号攻防史』、文春文庫、2001年1月10日、文藝春秋、ISBN 4-16-765102-5 （良い入門書、古典暗号から現代までの様々な逸話集）
- サイモン・シン著、青木薫訳、『暗号解読 - ロゼッタストーンから量子暗号まで』、新潮社、2001年7月30日、ISBN 4-10-539302-2　文庫版、新潮社、2007年6月、上巻 ISBN 978-4-102-15972-9　下巻 ISBN 978-4-102-15973-6　（イギリス中心だが、詳しい。スコットランドのメアリー女王の所見の事情を詳しく記述。）
- セアラ・フラナリー、ディヴィット・フラナリー著、亀井よし子訳、『16歳のセアラが挑んだ世界最強の暗号』、日本放送出版協会、2001年8月25日、ISBN 4-14-080631-1（行列式を使った暗号をコンテストに出した。基本的に弱いことが分かっているが、資金提供の申し出が多数あった。）
- スティーブン・レビー著、斎藤隆央訳、『暗号化 - プライバシーを救った反乱者たち』、紀伊国屋書店、2002年2月22日、ISBN 4-314-00907-1 ::::（PGP開発と政府との攻防史）
- ジェームズ・バムフォード著、瀧澤一郎訳、『すべては傍受されている - 米国国家安全保障局の招待』、角川書店、2003年3月25日、ISBN 4-04-791442-8
- カレン・プライス・ホッセル著、吉村作治、山本博資 監修、『ヒエログリフ・暗号』、丸善、2004年3月30日、ISBN 4-621-07418-0
- ヒュー・S・モンティフィオーリ著、小林朋則訳、『エニグマ・コード - 史上最大の暗号戦』、中央公論社、2007年12月20日、ISBN 978-4-12-003897-6

##### 洋
- David Kahn（デイヴィッド・カーン）、『Codebreakers』、Mcmillan、1967年 （1200ページ位ある）
- F.W.Winterbotham（ウィンターボサム）、『The Ultra Secret』、1974年 （ウルトラ・シークレット）
- Ronald William Clark(ロナルド・ウィリアム・クラーク、1916-1987)、『The man who broke purple: The Life of Colonel William F. Friedman, Who Deciphered the Japanese Code in World War II』、Little Brown、1977年9月、ISBN 0316145955
- James Rasbridger（ジェイムズ・ラズブリッジャー）、『Betrayal at Pearl Harbor』、1991年
- Henry C. Clausen（ヘンリー・C.クラウゼン）、Bruce Lee 、『PEARL HARBOR: final judgement』、Crown、1992年9月1日、ISBN 0517586444 （485ページ）
- Rudolf Kippenhahn、『CODE BREAKING: A History and Explanation』、Overlook、1999年3月1日、ISBN 0879519193 （326ページ、2000年にペーパバック ISBN 1585670898）
- Simon Singh（サイモン・シン）、『The Code Book - The Science of Secrecy from Ancient Egypt to Quantum Cryptography』、Auchor、2000年、ISBN 0385495323 （432ページ）
- James Bamford（ジェームズ・バムフォード）、『Body of secrets: anatomy of the ultra-secret National Security Agency: from the Cold War through the dawn of a new century』、Doubleday、2001年4月24日、ISBN 0385499078 （721ページ）

##### 業界
- NHK出版編、『暗号 - 日米ビジネス戦略』、デジタル・ウォーズ（教養・文化シリーズ）、1997年9月20日、日本放送出版協会、ISBN 4-14-407116-2 （当時の暗号ビジネスの様子をレポート、CD-ROM付、NSAの暗号博物館の写真あり）

##### セキュリティ関係
- 小山謙二、『情報セキュリティ - コンピュータ犯罪をどう防ぐ』、電気書院、1989年4月25日、ISBN 4-485-57110-6
- 菅野文友、『コンピュータ犯罪のからくり』、新コロナシリーズ8、コロナ社、1990年1月10日、ISBN 4-339-07658-9
- デボラ・ラッセル/G.T.ガンジェミ Sr.著、山口英監訳、『コンピュータセキュリティの基礎』、アスキー出版局、1994年12月1日、ISBN 4-7561-0299-9
- 佐々木良一他著、『インターネットセキュリティ - 基礎と対策技術』、オーム社、1996年11月15日、ISBN 4-274-07846-9
- 須藤修他著、『新しい暗号技術と情報セキュリティへの応用 - 悪の技術と対決する』、東京教育情報センター、1998年2月1日、ISBN 4-8081-7305-0
- 今井秀樹、松浦幹太共著、『情報セキュリティ概論』、情報セキュリティシリーズ第6巻、昭晃堂、1999年3月29日、ISBN 4-7856-2181-8
- 佐々木良一、吉浦裕、手塚悟、三島久典、『インターネット時代の情報セキュリティ - 暗号と電子透かし』、共立出版、2000年10月10日、ISBN 4-320-02991-7 （情報セキュリティを中心として、暗号技術と署名技術に各1章ずつ記述している）
- 神永正博、『カードセキュリティのすべて』、日本実業出版社、2006年8月1日、ISBN 4-534-04103-9 （カード犯罪、生体認証、ICカードなどの解説。電力解析や非接触スキミングの手口についても紹介）

### 暗号小説

#### 和書・洋書
- Edgar Allan Poe（エドガー・アラン・ポー）、「The Gold Bug」（黄金虫）、Philadelphia Dollar Newspaper 、1843年6月28日。
- Jules Verne（ジュール・ヴェルヌ）、『Voyage au centre de la Terre』（地底旅行）、1864年。 - ルーン文字で記された転置式暗号。
- Jules Verne（ジュール・ヴェルヌ）、『La Jangada』（ジャンガダ）、1881年。 - The Giant Raft、 The Cryptogram、 Eight Hundred Leagues on the Amazon などタイトルが色々ある。多表式暗号を使用。
- Jules Verne（ジュール・ヴェルヌ）、『Mathias Sandorf』、1885年。 - 『アドリア海の復讐』集英社文庫。回転グリル暗号が使用されている。
- O. Henry（O・ヘンリー）、「Calloway's Code」（キャロウェイの暗号）、1888年。
- Arthur Conan Doyle（アーサー・コナン・ドイル）、「The dancing men」、The Strand Magazine、1903年12月。 - 『The Return of Sherlock Holmes』1905年に「The adventure of the dancing men」として収録。延原謙訳「踊る人形」『シャーロック・ホームズの帰還』新潮文庫、1953年。
- Maurice Leblanc（モーリス・ルブラン）、『813』「続813」、ルパンシリーズ、1910年。
- Harvey J. O'Higgins（ハーヴィ・オヒギンズ）、「The blackmailers」（恐喝者）、The Adventures of Detective Barney、1915年。
- Alfred Noyes（アルフレッド・ノイズ）、「Uncle Hyacinth」（ヒヤシンス伯父さん）、1918年2月。
- 江戸川乱歩、「二銭銅貨」、新青年、大正12年4月号、1923年。
- Richard Austin Freeman（R・オースティン・フリーマン）、「The puzzle lock」（暗号錠）、1925年。
- Dorothy Leigh Sayers（ドロシー・L・セイヤーズ）、「The Learned Adventure of the Dragon's Head」（ドラゴン・ヘッドの知的冒険）、『Lord Peter Views the Body』、New English Library、1928年。
- Agatha Christie（アガサ・クリスティ）、「The four suspects」（四人の容疑者）、1932年。
- 森下雨村、「謎の暗号」、『少年倶楽部』20巻1, 2号（昭和8年1, 2月）、講談社、1933年。 - 『謎の暗号』少年倶楽部文庫 6、講談社、1975年10月16日などに収録。
- 海野十三、「暗号数字」『現代』昭和13年3月号、1938年。
- 横溝正史、「蝶々殺人事件」『ロック』昭和21年、1946年。
- Margery Allingham（マージェリー・アリンガム）、「The Case of the White Elephants」（白象協会事件）、Mr. Campion: Criminologist、1937。
- 長田順行（監修）『秘文字』社会思想社, 1979。 - 暗号文になっている3編の小説と、その解読法。

#### 選集
- レイモンド・T・ボンド 編、『暗号ミステリ傑作選』、創元推理文庫、東京創元社、1980年2月、ISBN 4-488-16902-3 （13編）
- レイモンド・ボンド編、長田順行監修、『世界暗号ミステリ傑作選』、イフノベルズ、番町書房、1977年10月10日 （8編、乱歩の「暗号記法の種類」を収録）
- レイモンド・ボンド編、長田順行監修、『続 世界暗号ミステリ傑作選』、イフノベルズ、番町書房、1977年11月10日 （10編、「踊る人形」やポーの「暗号論」を収録）
- Raymond Tostevin Bond、『Famous stories of code and cipher』、1947年